# Корбу (Катина)
Корбу (рум. Corbu) насеље је у Румунији у округу Бузау у општини Катина. Oпштина се налази на надморској висини од 413 m.

## Становништво
Према подацима из 2002. године у насељу је живело 874 становника, од којих су сви румунске националности.